# Noicàttaro
Noicàttaro is een gemeente in de Italiaanse provincie Bari (regio Apulië) en telde 26.042 inwoners in 2021.

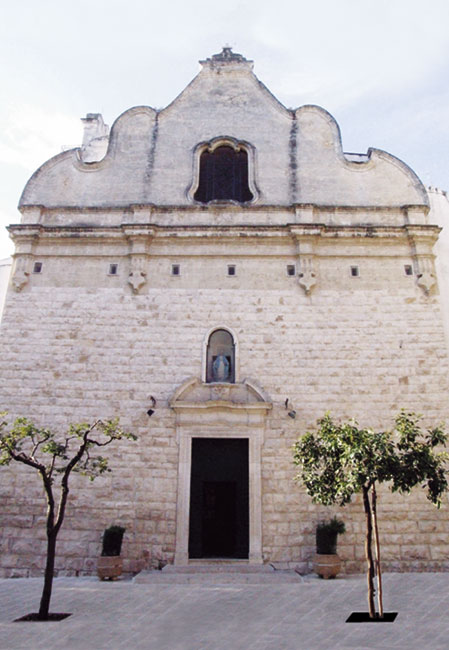
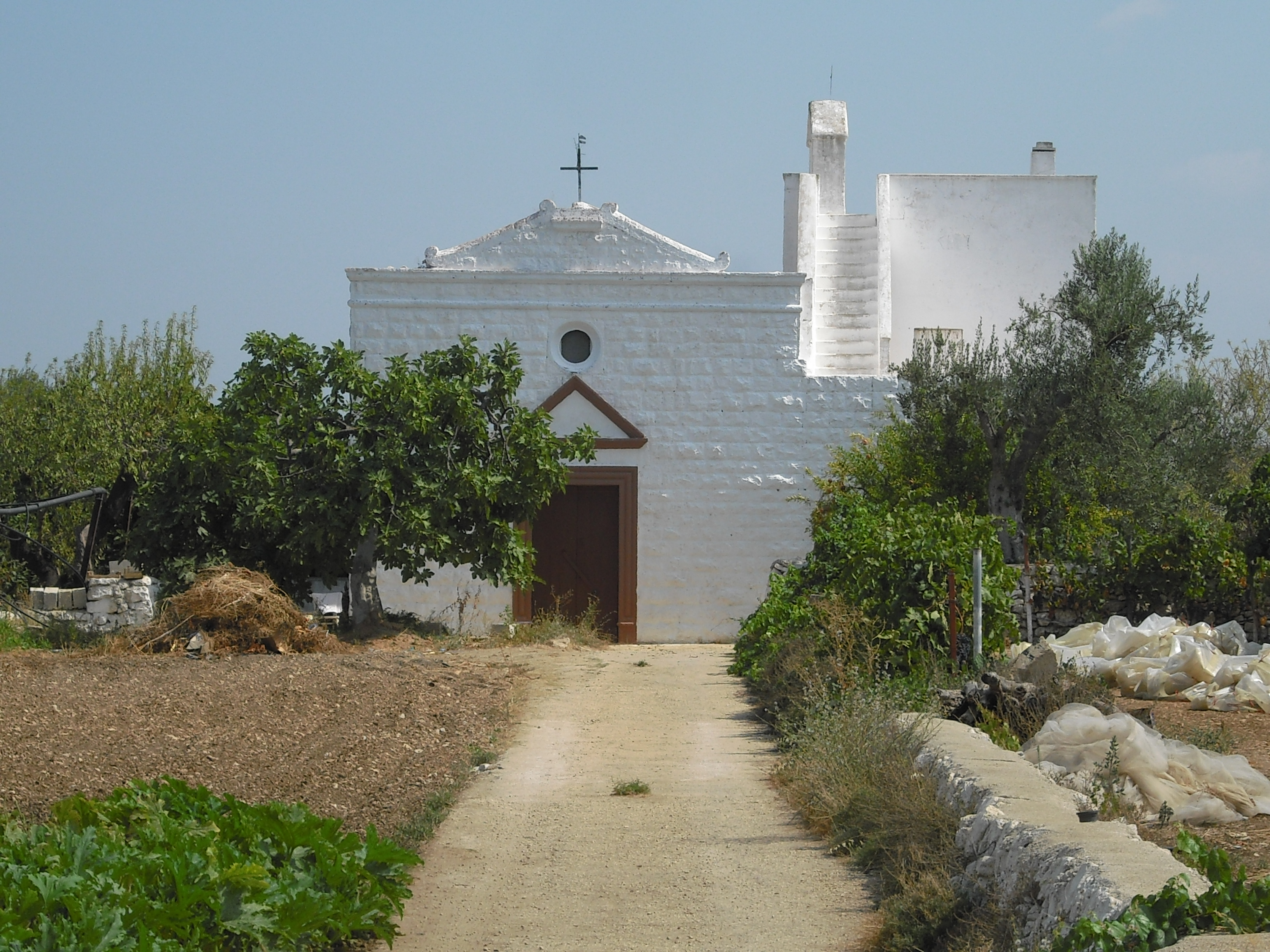
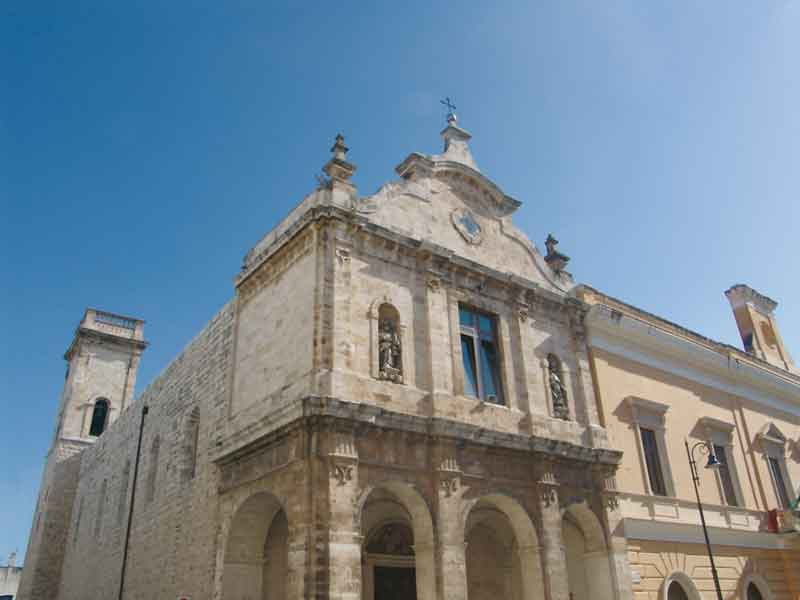

## Demografie
Het aantal inwoners steeg in de periode 2001-2011 volgens cijfers uit de tienjaarlijkse volkstellingen van ISTAT als volgt:
| Jaar | Inwoneraantal |
| ---- | ------------- |
| 2001 | 23.686        |
| 2011 | 25.710        |

## Geografie
Noicàttaro grenst aan de volgende gemeenten: Bari, Capurso, Casamassima, Cellamare, Mola di Bari, Rutigliano, Triggiano.